# Gőg (televíziós sorozat)
A Gőg (olaszul Orgoglio) olasz televíziós sorozat volt, amelyet a Rai Uno csatorna vetített 2004 és 2006 között. Három évadot is megélt, igaz, Magyarországon csak az első kettőt mutatták be. Az M1 csatorna tűzte műsorára hetente kétszer 2006 januárjában. Az utolsó epizód 2007. május 13-án volt látható.

## Történet
A történet 1911-ben kezdődik, amikor a vagyonos márki lánya, Anna Obrofari hozzámegy egy Herman Ludovici nevű grófhoz. A nő szíve még mindig intézőjük fiáért, Pietróért dobog, akit sok-sok évvel korábban Anna szülei elüldöztek a birtokról. Pietrónak fogalma sincs róla, hogy Anna teherbe esett tőle, és a kislány, aki Anna testvéreként nőtt fel, a lánya. Mikor Pietro hazatér és tisztázódik a régi félreeértés közte és Anna között, kettejük szerelme újra lángra lobban, azonban számos tényező is boldogságuk útjába áll: Anna már házas, továbbá nem meri elmondani Pietrónak, hogy a lány, aki a húgaként nevelkedik az otthonukban, valójában kettejük lánya.

## A kulisszák mögött
A közel egy évig tartó forgatáson több mint 200 színész (ebből 30 főszereplő), 4000 statiszta és 300 táncos vett részt. Valter Azzini közel 3300 jelmezt készített. A líbiai háborút ábrázoló jelenethez 400 tonna homokot hoztak Afrikából és helyeztek el Róma környékén.  A csatorna számos díjat is elnyert  a korabeli járművek és helyszínek korhű ábrázolásáért. A sorozat roppant népszerű volt Olaszországban, ahol mintegy 10 millió néző követte nyomon. A harmadik évadra azonban az érdeklődés erősen megcsappant, és a nézők száma a felére csökkent. 

## Főszereplők
- Elena Sofia Ricci: Anna Obrofari
- Daniele Pecci: Pietro Pironi
- Paolo Ferrari: Giuseppe Obrófari †
- Franco Castellano: Herman Ludovici
- Gabriella Pession: Elisa Deodato
- Cristiana Capotondi: Aurora Obrofari

## Fordítás
Ez a szócikk részben vagy egészben  az   Orgoglio (serie televisiva) című olasz Wikipédia-szócikk fordításán alapul.  Az eredeti cikk szerkesztőit annak laptörténete sorolja fel. Ez a jelzés csupán a megfogalmazás eredetét és a szerzői jogokat jelzi, nem szolgál a cikkben szereplő információk forrásmegjelöléseként.